# بريان كيرسلي
بريان كيرسلي هو بريطاني من هواة جمع الطوابع حصل في عام 2006 على ميدالية كروفورد من الجمعية الملكية لهواة جمع الطوابع في لندن عن عملهِ اكتشاف طوابع فرس البحر للملك جورج الخامس ذات القيم العالية. كان كيرسلي خبير في طوابع فرس البحر للملك جورج الخامس في المملكة المتحدة.

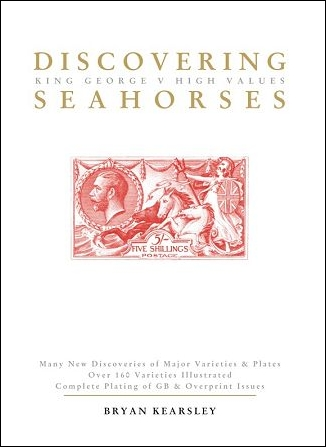
غلاف اكتشاف طابع فرس البحر للملك جورج الخامس.

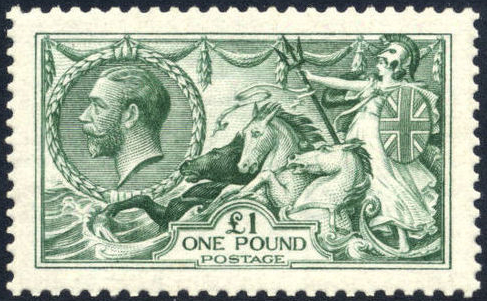
طابع بريدي بقيمة 1 جنيه إسترليني بعنوان "فرس البحر" يحمل صورة الملك جورج الخامس عام 1913.

## روابط خارجية
- GBPS: Discovering Seahorses, Bryan Kearsley.